# Ratułt
Ratułt (Ratuld, Ratold) – polski herb szlachecki, z racji podobieństwa często mylony z Szeligą.

## Opis herbu
W polu czerwonym połutoczenica złota barkiem do dołu, na której zaćwieczony krzyż kawalerski srebrny.
Klejnot – trzy pióra strusie.
Labry czerwone podbite złotem.
W średniowieczu całe godło było złote, zaś klejnot nieznany.

## Najwcześniejsze wzmianki
Herb występował w średniowieczu. Zaginął według Szymańskiego w XVI wieku. Niesiecki podaje, że używająca go można rodzina Ratuldów za jego czasów już dawno wymarła.

## Etymologia
Według Szymańskiego, nazwa herbu jest nierozpoznana.

## Herbowni
Lista nazwisk znajdująca się w artykule pochodzi z Herbarza polskiego Tadeusza Gajla. Według jego ustaleń, herb Ratułt przysługiwał 20 rodzinom herbownych o nazwiskach:
Bujwid, Buywid, Buywidz, Cichawski, Korkuć, Olechnowski, Olechowski, Plechowski, Proniewski, Ratold, Ratuld, Ratułt, Ratyński, Robakowski, Roncza, Ronczy, Styrykowicz, Sucharzewski, Suchorzewski, Tarwid.